# Neozoanthus
Neozoanthus es un género de animales marinos que pertenecen al orden Zoantharia de la clase Anthozoa.
El género fue establecido por Herberts en 1972 como monotípico por Neozoanthus tulearensis, hasta que en 2012 Reimer, Irei & Fujii describieron las otras dos especies reconocidas del género N. caleyi y N. uchina.

## Especies
El Registro Mundial de Especies Marinas reconoce las siguientes especies en el género:
- Neozoanthus caleyi Reimer, Irei & Fujii, 2012
- Neozoanthus tulearensis Herberts, 1972
- Neozoanthus uchina Reimer, Irei & Fujii, 2012

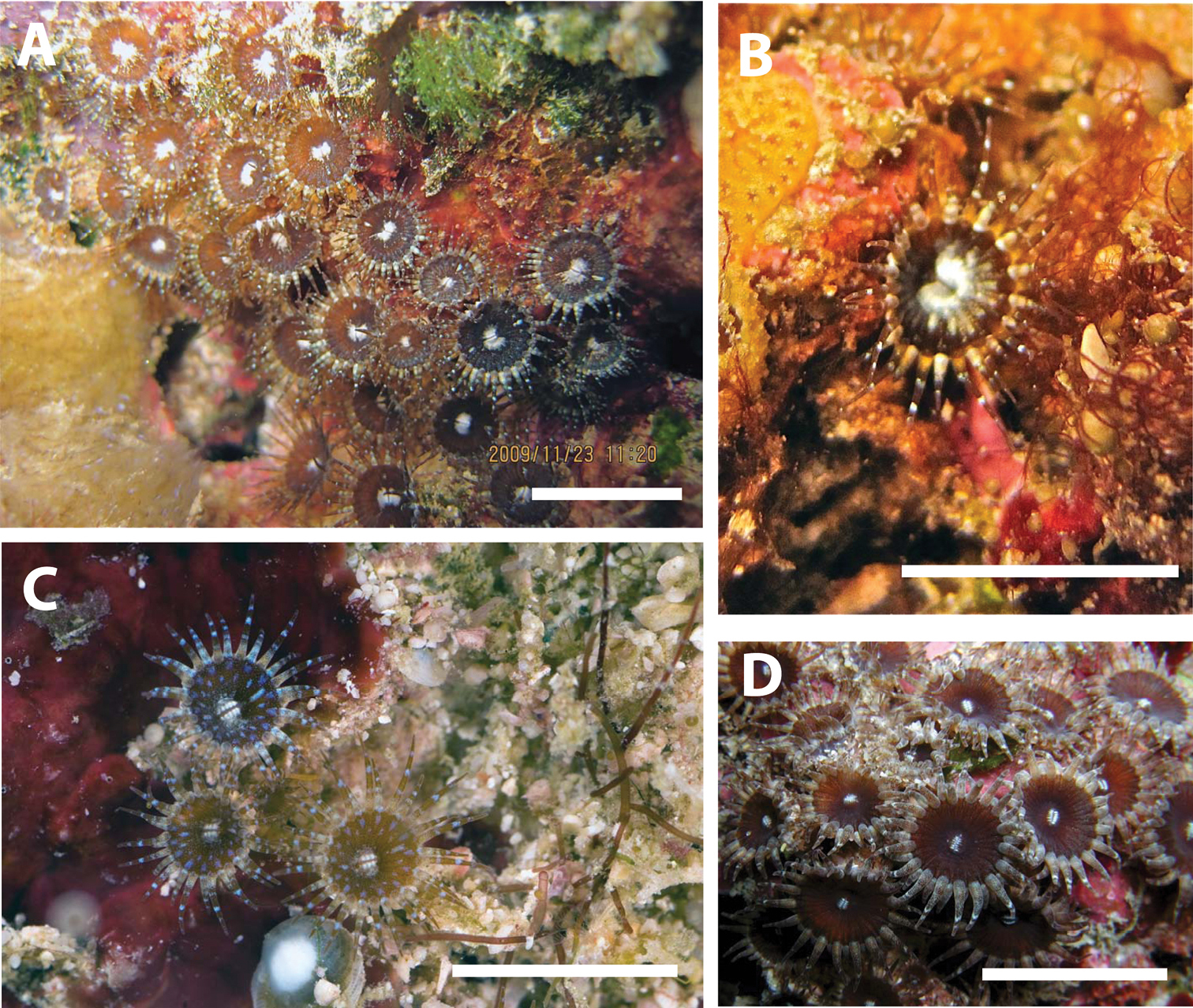
Neozoanthus caleyi alrededor de la isla Heron en la Gran Barrera de Arrecife, Queensland, Australia
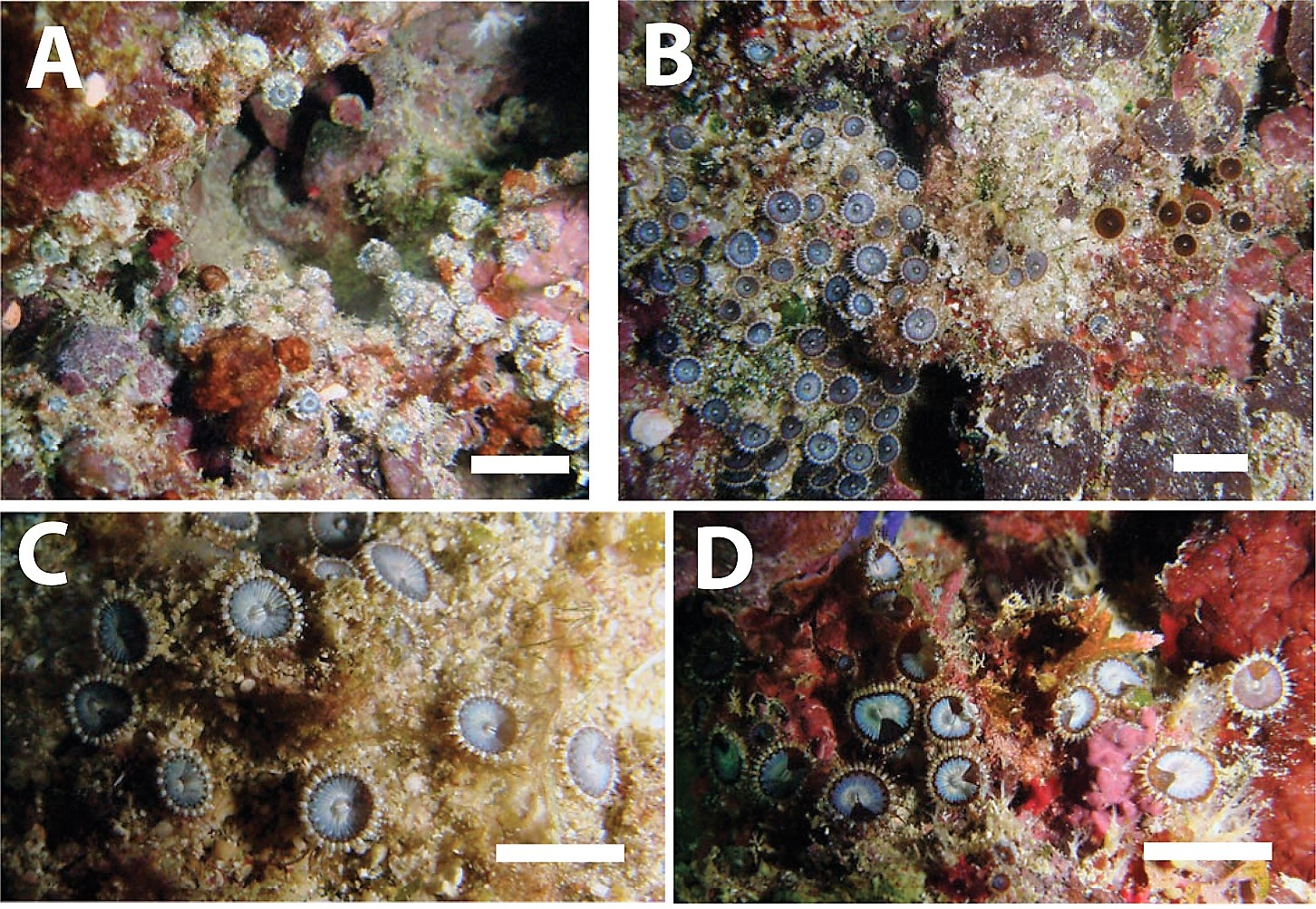
Neozoanthus uchina en la zona intermareal de Kamomine, Tokunoshima, Kagoshima, Japón. Escalas aproximadamente 1 cm.

## Morfología
Forman pequeñas colonias de pólipos de entre 1.5 y 5 mm de diámetro, y entre 2 y 12 mm de altura. El disco oral está rodeado por entre 28 y 44 tentáculos.
Sus especies tienen una estructura similar a la de la anémona marina, con la característica de tener incrustaciones parciales de arena o detritus en el ectodermo, raramente en la mesoglea, un músculo simple del esfínter endodermal y sin incrustaciones en el extremo oral de los pólipos.
El color de los discos orales puede ser blanco, beige-verdoso, amarillo, gris-azulado o rojo.

## Hábitat y distribución
Ocurren en grietas y agujeros de rocas parcialmente expuestos a la luz, también en zonas de fuertes corrientes y sedimentación. Su rango de profundidad es entre 0 y 29 m. La distribución es subtropical y tropical. N. tulearensis en Madagascar, N. uchida en el archipiélago Ryukyu, Japón, y N. caleyi en la Gran Barrera de Arrecifes y en la isla Lizard australianas.